# Paraplatyptilia lineata
Paraplatyptilia lineata is een vlinder uit de familie vedermotten (Pterophoridae). De wetenschappelijke naam is voor het eerst geldig gepubliceerd in 1984 door Arenberger.
De soort komt voor in Europa.